# Lenelotte Möller
Lenelotte Möller (* 13. Juli 1967 in Speyer) ist eine deutsche Autorin, Übersetzerin und Gymnasiallehrerin. Sie ist Herausgeberin mehrerer Bücher und leitet seit 2021 das Friedrich-Magnus-Schwerd-Gymnasium (FMSG) in Speyer.

## Leben
Lenelotte Möller wuchs in Speyer auf und besuchte dort das Edith-Stein-Gymnasium. Nach dem Abitur absolvierte sie zunächst eine Ausbildung an der Fachhochschule für Finanzen im südpfälzischen Edenkoben. Anschließend nahm sie ein Lehramtsstudium mit den Fächern Geschichte, Latein und Evangelische Theologie an den Universitäten Saarbrücken, Basel und Mainz auf. Während des Studiums arbeitete sie vier Jahre im Archiv des Bistums Speyer.
Im Jahr 2000 promovierte sie an der Universität Mainz bei Peter Claus Hartmann in Geschichte über das Thema Höhere Mädchenschulen in der Kurpfalz und im fränkischen Raum im 18. Jahrhundert. Von 2002 bis 2008 war sie als Lehrerin am Edith-Stein-Gymnasium in Speyer tätig, anschließend für zwei Jahre in Schifferstadt am Paul-von-Denis-Schulzentrum. Hier übernahm sie 2010 als Studiendirektorin die Koordination schulfachlicher Aufgaben, bevor sie im Jahr 2016 als Oberstudiendirektorin an das Kurfürst-Ruprecht-Gymnasium in Neustadt an der Weinstraße wechselte. Zu Beginn des Schuljahres 2021/2022 übernahm sie die Leitung des Friedrich-Magnus-Schwerd-Gymnasiums (FMSG) in Speyer.
Lenelotte Möller war bis 2008 Vorsitzende der Arbeitsgemeinschaft Pfalz/Speyer der Deutsch-Israelischen Gesellschaft. Sie ist stellvertretende Vorsitzende des Historischen Vereins der Pfalz. Für die Inschriften-Kommission der Akademie der Wissenschaften und der Literatur in Mainz sammelt sie die historischen Inschriften in Speyer. Seit 2013 ist sie Präsidentin der Pfälzischen Gesellschaft zur Förderung der Wissenschaften.
2008 legte Lenelotte Möller die erste deutsche Übersetzung der gesamten Etymologiae des Isidor von Sevilla vor. Das Buch hat den Titel Die Enzyklopädie des Isidor von Sevilla. Es hat eine ausführliche Einleitung, etymologische Anmerkungen, allgemeine Erläuterungen und ein Literaturverzeichnis.

## Werke
- Lenelotte Möller: Höhere Mädchenschulen in der Kurpfalz und im fränkischen Raum im 18. Jahrhundert. Lang, Frankfurt am Main u. a. 2001, ISBN 3-631-36889-5.
- Johannes Bruno, Lenelotte Möller (Hrsg.): Der Speyerer Judenhof und die mittelalterliche Gemeinde. Verkehrsverein Speyer, Speyer 2001.
- Lenelotte Möller, Manuel Vogel (Hrsg.): Die Naturgeschichte des Gaius Plinius Secundus. Ins Deutsche übersetzt und mit Anmerkungen versehen von Georg C. Wittstein, Marixverlag 2007, ISBN 3-86539-144-3, Neue ISBN 978-3-86539-144-5.
- Lenelotte Möller (Übersetzerin): Die Enzyklopädie des Isidor von Sevilla. Marixverlag, Oktober 2008. ISBN 978-3-86539-177-3.
- Lenelotte Möller (Hrsg.): Titus Livius, Römische Geschichte. Von der Gründung der Stadt an. Marixverlag, 2009. ISBN 978-3-86539-194-0.
- Lenelotte Möller (Übersetzerin): Marcus Tullius Cicero. Berühmte Briefe in Auswahl. Marixverlag, 2009. ISBN 978-3-86539-197-1.
- Lenelotte Möller (Hrsg.): Seneca. Vom glückseligen Leben. Marixverlag 2009. ISBN 978-3-86539-208-4.
- Lenelotte Möller (Hrsg.): Plutarch. Von Liebe, Freundschaft und Feindschaft. Neu hrsg. v. Lenelotte Möller. Übers. v. Johann Chr. F. Bähr. Marixverlag 2010. ISBN 978-3-86539-243-5.
- Lenelotte Möller (Hrsg.): Polybios. Der Aufstieg Roms. Historien. Nach der Übers. v. A. F. Haakh und K. Kraz, 1855–1917. Marixverlag 2010. ISBN 978-3-86539-230-5.
- Lenelotte Möller (Hrsg.):  Die großen Reden der Indianer. Übersetzt von Renate Kiefer. Marixverlag 2012. ISBN 978-3-86539-962-5.
- Jordanes: Die Gotengeschichte. Übersetzt, eingeleitet und erläutert von Lenelotte Möller. Marixverlag, Wiesbaden 2012, ISBN 978-3-86539-288-6.
- Lenelote Möller (Hrsg.): Tacitus. Agricola und Germania. Übers., eingeleitet und erl. von Lenelotte Möller. Marixverlag, Wiesbaden 2012, ISBN 978-3-86539-278-7.
- Lenelotte Möller (Hrsg.): Caesar. Der Gallische Krieg. Übers., eingel. und hrsg. v. Lenelotte Möller. Marixverlag 2013. ISBN 978-3-86539-316-6.
- Lenelotte Möller: Widerstand gegen den Nationalsozialismus. Von 1923 bis 1945. Marixverlag, Wiesbaden 2013, ISBN 978-3-86539-977-9.
- Lenelotte Möller (Hrsg.): Cornelius Nepos. Macht und Moral. Übers., eingeleitet und erl. von Lenelotte Möller. Marixverlag, Wiesbaden 2013, ISBN 978-3-86539-315-9.
- Lenelotte Möller, Hans Ammerich: Einführung in das Studium der Kirchengeschichte. Wissenschaftliche Buchgesellschaft, Darmstadt 2014 (Einführung Theologie), ISBN 978-3-534-23541-4.
- Lenelotte Möller (Hrsg.): Augustus. Meine Taten. Res gestae divi Augusti. Neu übers., hrsg. und erl. von Lenelotte Möller. Marixverlag, Wiesbaden 2014, ISBN 978-3-86539-376-0.
- Lenelotte Möller (Hrsg.): Sueton. Sämtliche Biographien. Kaiserviten und Fragmente. Neu übers. von Lenelotte Möller. Marixverlag, Wiesbaden 2014, ISBN 978-3-86539-390-6.
- Lenelotte Möller, Hans Ammerich: Die Salier. 1024–1125. Marixverlag, Wiesbaden 2015, ISBN 978-3-86539-991-5.